# Marija Burbonska, kneginja Ahaje
Marija Burbonska (francuski: Marie de Bourbon; grčki: Μαρία των Βουρβόνων; o. 1315. – 1387.) bila je francuska plemkinja; latinska carica supruga Carigrada, barunica vladarica Vostitse (danas Aigio) te kneginja Ahaje.
Njezini su roditelji bili vojvoda Luj I. Burbonski i njegova supruga, Marija od Avesnesa (1280.–1354.), a brat Petar I. Burbonski. Marija je preko oca bila unuka Roberta, grofa Clermonta i njegove supruge Beatrice, nasljednice Bourbona.

## Brakovi

### Prvi brak
Marija je imala dvojicu muževa. Njezin je prvi muž bio princ (knez) Galileje, Guy Lusinjanski (umro 1343.), za kojeg je zaručena 29. studenog 1328. godine u dvorcu zvanom Château de Bourbon. Marija je u lipnju 1329. stigla u Kraljevinu Cipar. Dana 31. siječnja 1330. udala se za Guya u katedrali svete Sofije u Nikoziji te je oko 1335. rodila mužu sina Huga, koji je nazvan po svom djedu, kralju Hugu IV. od Cipra.
Guy je umro 1343.; njegov otac nije dopustio Mariji da napusti Cipar sve do 1346.

### Drugi brak
Godine 1346., Marija i njezin sin napustili su Cipar. Otišli su u Napulj na dvor kraljice Ivane I. Napuljske te se Marija udala za Ivaninog bratića, Roberta od Taranta, 9. rujna 1347.; Robert je bio car Carigrada i knez Ahaje. Marija i Robert nisu imali djece.
Nakon smrti Huga IV., novim kraljem Cipra je postao njegov sin Petar I. od Cipra. Marijin je sin Hugo neko vrijeme stricu Petru osporavao pravo na tron Cipra. Kralj Petar je nećaku dao rentu kako bi ga zadovoljio. Nakon smrti Marijinog supruga Roberta, Petar je Huga učinio knezom Galileje, 1365. Godine 1366., Hugo je izvršio invaziju na Peloponez.